# Callionymus margaretae
Callionymus margaretae är en fiskart som beskrevs av Regan, 1905. Callionymus margaretae ingår i släktet Callionymus och familjen sjökocksfiskar. Inga underarter finns listade.